# Евдокимовская (Вологодская область)
Евдокимовская — упразднённая деревня в Верховажском районе Вологодской области России.

## География
Урочище находится в северной части области, в подзоне средней тайги, в пределах южной части Важско-Кулойской низины, к востоку от реки Двиницы, на расстоянии примерно 35 километров (по прямой) к юго-юго-востоку от села Верховажье, административного центра района.

### Климат
Климат характеризуется как умеренно континентальный. Среднегодовая температура воздуха — +1,8 °C. Абсолютный минимум температуры воздуха составляет −46 °C; абсолютный максимум — +37 °C. Безморозный период длится 110—115 дней. Среднегодовое количество атмосферных осадков составляет 637 мм. В течение года преобладают ветра юго-западного направления.

## История
В «Списке населенных мест Вологодской губернии по сведениям 1859 года» населённый пункт упомянут как удельная деревня Евдокимовское (Борисовское) Вельского уезда, расположенная в 84 верстах от уездного города. В деревне имелось 4 двора и проживало 38 человек (13 мужчин и 25 женщин). В 1881 году входила в состав Чушевицко-Покровской волости.
По данным 1914 года, в деревне имелось 9 хозяйств и проживало 69 человек (26 мужчин и 43 женщины).
В 1940 году входила в состав Середского сельсовета Тотемского района. По состоянию на 1 января 1973 года в составе Верхнетерменгского сельсовета Верховажского района.
Упразднена в 1978 году как прекратившая существование.